# Andrzej Kozłowski (wicewojewoda)
Andrzej Józef Kozłowski (ur. 25 października 1954) – polski polityk i menedżer, w latach 1990–1991 wicewojewoda włocławski.

## Życiorys
Syn Stanisława (zm. 1979), inżyniera mechanika, i Jadwigi (zm. 2004), nauczycielki muzyki. Oboje rodzice należeli do duszpasterstwa akademickiego, w którym działał Karol Wojtyła. Przyszły papież udzielił ślubu Kozłowskim i ochrzcił ich syna Andrzeja. Wkrótce po narodzinach wraz z rodzicami po narodzinach przeniósł się do Starachowic, gdzie jego ojciec rozpoczął pracę w Fabryce Samochodów Ciężarowych „Star” (był m.in. projektantem papamobile). Absolwent I LO w Starachowicach. Przez rok studiował fizykę na Uniwersytecie Jagiellońskim, ostatecznie ukończył studia na Wydziale Elektrycznym Politechniki Łódzkiej.
Od 10 maja 1990 do 29 września 1991 pełnił funkcję wicewojewody włocławskiego (pierwszego niekomunistycznego). Uczestniczył w pracach komisji rządowo-kościelnej przygotowującej podróż Jana Pawła II w 1991, znalazł się w gronie osób oficjalnie witających go po wylądowaniu we Włocławku. Później sprawował funkcję dyrektora Telekomunikacji Polskiej we Włocławku i szefa PKS Włocławek (2006–2007, 2010–2014), zasiadł też w radzie nadzorczej PKS Gostynin. W 2006 był nieformalnym kandydatem lokalnych struktur Platformy Obywatelskiej na wiceprezydenta Włocławka, w 2010 kandydował do rady miejskiej z ramienia tej partii.
Od 1978 żonaty z Grażyną.